# Impatiens capillipes
Impatiens capillipes är en balsaminväxtart som beskrevs av Joseph Dalton Hooker och Thoms. Impatiens capillipes ingår i släktet balsaminer, och familjen balsaminväxter. Inga underarter finns listade i Catalogue of Life.